# Cadenas de amor
Cadenas de amor es el título de una telenovela mexicana producida por Colgate-Palmolive en 1958 dirigida por Rafael Banquells. Se estrenó el 18 de marzo de 1959 en el horario de las 6:30pm por el Canal 4 de Telesistema Mexicano.
Fue protagonizada por Ofelia Guilmáin y Aldo Monti. Esta telenovela fue escrita por Estella Calderón quien escribió la telenovela Gutierritos. La villana de este melodrama fue la actriz Angelines Fernández mundialmente conocida por interpretar a La Bruja del 71 en la serie El chavo del 8.
Fue la primera telenovela que usó tomas en exteriores y no solo en foros, estas se llevaron a cabo en los estacionamientos de la emisora Telesistema Mexicano en lo que hoy son las instalaciones de Televisa Chapultepec.

## Sinopsis
Después de un amargo matrimonio con Federico (Raxel), padre de sus dos hijos, Ana María (Guilmáin) se divorcia ante el escándalo de la sociedad, pero se da oportunidad de iniciar nueva vida al lado de Alfredo (Monti) que, para colmo, es más joven que ella. Ambos luchan y logran casarse por lo civil, para después defender su matrimonio contra la maldad de Irma (Fernández) y Tina (Idalia), madre y exnovia de él, así como de los hijos de ella y la sociedad. Finalmente, su amor es más fuerte y sobrevive a todo.

## Elenco
- Ofelia Guilmáin - Ana María (Heroína)
- Aldo Monti - Alfredo
- Angelines Fernández - Irma (Villana)
- Maruja Grifell
- María Idalia - Tina
- Antonio Passy - Federico
- Antonio Raxel
- Violet Gabriel
- Antonio Racksed